# 14 juillet en sport
14 juin 14 août
Chronologies thématiques
- Croisades
- Ferroviaires
- Disney

Le 14 juillet (195e jour de l'année ou 196e en cas d'année bissextile) en sport.

## Événements

### XIXesiècle
- 1834 :
  - (Jeux olympiques) : tenue à Ramsola (Suède) des « Jeux olympiques Scandinaves » avec de la lutte, des courses, du saut en hauteur et du saut à la perche, notamment.
- 1836 :
  - (Jeux olympiques) : deuxième édition des « Jeux olympiques Scandinaves » à Ramsola (Suède).
- 1875 :
  - (Aviron) : régate universitaire entre Harvard et Yale. Harvard s'impose[1].
- 1876 :
  - (Water-polo) : Le Bournemouth le Premier club d'aviron organise la première compétition réglementée par un ensemble de règles-cadre et devient le water polo.
- 1880 :
  - (Football) : seul match ayant laissé trace jusqu'à nos jours concernant le Football Club d'Amiens, fondé quelques mois plus tôt. Deux équipes du club s'affrontent à l'occasion de la Fête Nationale : les « Bleus » contre les « Blancs ». Il semble que le FC Amiens cessa ses activités dès 1882.
  - (Joutes nautiques) : première édition du tournoi de joutes nautiques de Marseille organisé à l’occasion de la Fête Nationale. Ce tournoi se tient chaque année jusqu’en 1892.

### XXesièclede1901à1950
- 1935 :
  - (Sport automobile) : Grand Prix automobile de Belgique.
- 1946 :
  - (Sport automobile) : Grand Prix automobile d'Albi.

### XXesièclede1951à2000
- 1951 :
  - (Formule 1) : cinquième grand prix de F1 de la saison 1951 en Grande-Bretagne, remporté par José Froilán González sur Ferrari.
- 1956 :
  - (Athlétisme) : Iolanda Balaş porte le record du monde féminin du saut en hauteur à 1,75 mètre.
  - (Formule 1) : Grand Prix de Grande-Bretagne.
- 1973 :
  - (Formule 1) : Grand Prix de Grande-Bretagne.
- 1979 :
  - (Formule 1) : Grand Prix de Grande-Bretagne.
  - (Rugby à XV) : première victoire du XV de France contre les All Blacks en Nouvelle-Zélande le 14 juillet 1979 à Auckland.
- 1991 :
  - (Formule 1) : Grand Prix de Grande-Bretagne.
- 1995 :
  - (Athlétisme) : Daniela Bártová porte le record du monde du saut à la perche féminin à 4,16 mètres.
- 1996 :
  - (Athlétisme) : Emma George porte le record du monde du saut à la perche féminin à 4,45 mètres.
  - (Formule 1) : Grand Prix de Grande-Bretagne.
- 1998 :
  - (Athlétisme) : record du monde du 1 500 mètres battu en 3 min 26 s 00 par le Marocain Hicham El Guerrouj (toujours invaincu en août 2012).

### XXIesiècle
- 2004 :
  - (Cyclisme) : le Français Richard Virenque remporte la 10e étape — la plus longue (237 km) — du Tour de France 2004, Limoges-Saint-Flour, au terme d'une échappée de 209 kilomètres menée en compagnie du Belge Axel Merckx. Il est le 14e Français à l’emporter un 14 juillet.
- 2015 :
  - (Cyclisme sur route /Tour de France) : 10e étape du Tour de France et victoire de Christopher Froome qui augmente son avance au général.
  - (Escrime /Championnats du monde) : début des Championnats du monde à Moscou. Le sabreur Aleksey Yakimenko s'impose chez les hommes et la Russe Sofia Velikaïa chez les dames.
- 2016 :
  - (Cyclisme sur route /Tour de France) : sur la 12e étape du Tour de France 2016 escamotée de 6 km en raison du vent violent[2], victoire du Belge Thomas De Gendt devant son compatriote Serge Pauwels et de l'Espagnol Daniel Navarro. Le Britannique Christopher Froome conserve le maillot jaune malgré un incident de course[3].
- 2017 :
  - (Cyclisme sur route /Tour de France) : sur la 13e étape du Tour de France 2017 qui relie Saint-Girons à Foix, victoire le Jour de fête nationale, du Français Warren Barguil qui devance l'Espagnol Mikel Landa et le Belge Thomas De Gendt. L'Italien Fabio Aru conserve le Maillot jaune.
  - (Natation /Championnats du monde) : début des Championnats du monde de natation qui se déroulent à Budapest en Hongrie jusqu'au 28 juillet 2017.
- 2018 :
  - (Cyclisme sur route /Tour de France) : sur la 8e étape du Tour de France 2018 qui relie Dreux à Amiens, sur une distance de 181 kilomètres, victoire du Néerlandais Dylan Groenewegen. Le Belge Greg Van Avermaet conserve le maillot jaune.
  - (Compétition automobile /Formule E) : sur la saison 2017-2018 du Championnat de Formule E, le français Jean-Éric Vergne ne peut plus être détrôné, et devient champion du monde de Formule électrique.
  - (Tennis /Tournoi du Grand Chelem) : au All England Club, à Wimbledon, l'Allemande Angelique Kerber s'impose en simple dames en battant l'Américaine Serena Williams (6-3, 6-3).
- 2021 : 
  - (Cyclisme sur route /Tour de France) : sur la 17e étape du Tour de France qui se déroule entre Muret et Saint-Lary-Soulan, au col de Portet, sur une distance de 178,4 kilomètres, victoire du Slovène Tadej Pogačar qui conforte son Maillot jaune.
- 2023 :
  - (Cyclisme sur route /Tour de France) : sur la 13e étape du Tour de France qui se déroule entre Châtillon-sur-Chalaronne et le Grand Colombier, exclusivement tracée dans le département de l'Ain, sur une distance de 137,8 kilomètres, victoire du Polonais Michał Kwiatkowski. Le Danois Jonas Vingegaard conserve le maillot jaune.
  - (Natation /Championnats du monde) : début des Championnats du monde de natation qui se déroulent à Fukuoka au Japon jusqu'au 30 juillet 2023.
  - (Rugby à XV /Mondial junior) : en finale du championnat du monde junior, la France surclasse l'Irlande 50-14. C'est son 3e titre consécutif[4].
- 2024 :
  - (Cyclisme sur route /Tour de France) : sur la 15e étape du Tour de France qui se déroule entre Loudenvielle dans les Hautes-Pyrénées et le plateau de Beille en Ariège, sur une distance de 197,7 kilomètres[5], victoire du Slovène Tadej Pogačar qui récidive après celle de la veille et conforte son avance en conservant le maillot jaune[6].
  - (Football)
    - (Euro) : sur la finale de l'Euro, qui se déroule au Stade olympique de Berlin, en Allemagne, victoire de l'Espagne face à l'Angleterre (2-1).
    - (Copa América) : l'Argentine bat la Colombie (1-0, a.p.)  et remporte la 48e édition de la Copa América, c'est le 16è titre de L'Albiceleste[7].

  - (Tennis /Tournoi du Grand Chelem) : au All England Club, à Wimbledon, l'Espagnol Carlos Alcaraz, vainqueur en trois sets du septuple lauréat Novak Djokovic (6-2, 6-2, 7-6) conserve son titre et est devenu le plus jeune tennisman de l'histoire à réaliser le doublé mythique Roland-Garros – Wimbledon.

## Naissances

### XIXesiècle
- 1852 :
  - James Dwight, joueur de tennis américain. († 13 juillet 1917).
- 1864 :
  - Eduard Engelmann jr patineur artistique individuel autrichien. Champion d'Europe de patinage artistique 1892, 1893 et 1894. († 31 octobre 1944).
- 1882 :
  - Edwin Billington, cycliste sur piste américain. Médaillé d'argent du ½ mile puis de bronze du ⅓ mile, du ¼ mile et du 1 mile aux Jeux de saint-Louis 1904. († 8 août 1966).
- 1886 :
  - Georges Bon, footballeur français. (1 sélection en équipe de France). († 18 décembre 1949).
- 1888 :
  - Odile Defraye, cycliste sur route belge. Vainqueur du Tour de France 1912, du Tour de Belgique 1912 et de Milan-San Remo 1913. († 21 août 1965).

### XXesièclede1901à1950
- 1907 :
  - Chico Landi, pilote de course automobile brésilien. († 7 juin 1989).
- 1910 :
  - Paul Chocque, cycliste sur route et sur piste français. Médaillé d'argent de la poursuite par équipes aux Jeux de Los Angeles 1934. († 4 septembre 1949).
- 1912 :
  - Max Rousié, joueur de rugby à XV et à XIII français. (4 sélections avec l'Équipe de France de rugby à XV et 12 avec celle de rugby à XIII). († 2 juin 1959).
- 1913 :
  - René Llense, footballeur français. (11 sélections en équipe de France). († 12 mars 2014).
- 1921 :
  - Elie Marsy, cycliste sur route français. († 6 juillet 2012).
- 1922 :
  - Eulogio Sandoval, footballeur bolivien. (1 sélection en équipe nationale). († ?).
- 1923 :
  - Willie Steele, athlète de sauts américain. Champion olympique de la longueur aux Jeux de Londres 1948. († 19 septembre 1989).
- 1934 :
  - Arnaud Marquesuzaa, joueur de rugby à XV français. (10 sélections en équipe de France). († 29 février 2020).
- 1940 :
  - Wolfgang Bartels skieur alpin allemand. Médaillé de bronze de la descente aux Jeux d'Innsbruck 1964. († 6 février 2007).
- 1944 :
  - Georgi Popov, footballeur bulgare. (22 sélections en équipe nationale). († 9 mars 2024).
- 1947 :
  - Steve Stone, joueur de baseball américain.

### XXesièclede1951à2000
- 1970 :
  - Natalia Mishkutenok patineuse artistique de couple soviétique puis russe. Championne olympique en couple aux jeux d'Albertville 1992 puis médaillée d'argent en couple aux Jeux de Lillehammer 1994. Championne du monde de patinage artistique en couple 1991 et 1992. Championne d'Europe de patinage artistique en couple 1991 et 1992.
- 1971 :
  - Ross Rebagliati, snowboardeur canadien. Champion olympique du slalom géant parallèle aux Jeux de Nagano 1998.
- 1978 :
  - Mattias Ekström, pilote automobile de rallycross et rallyes-raid suédois. Champion du monde de rallycross FIA 2016.
- 1979 :
  - Sergueï Ignachevitch, footballeur russe. Vainqueur de la Coupe UEFA 2005. (122 sélections en équipe nationale).
  - Axel Teichmann, skieur de fond allemand. Médaillé d'argent du sprint par équipes et du 50 km départ groupé aux Jeux de Vancouver 2010. Champion du monde du 15 km de ski fond 2003 et champion du monde de la poursuite de ski de fond 2007.
- 1981 :
  - Matti Hautamaeki, sauteur à ski finlandais. Médaillé d'argent par équipes et médaillé de bronze du grand tremplin aux Jeux de Salt lake City 2002 puis médaillé d'argent du petit tremplin et par équipes aux Jeux de Turin 2006. Champion du monde de saut à ski par équipes 2003.
  - Zach Moss, basketteur américain.
- 1982 :
  - Skander Sannene, basketteur tunisien.
- 1983 :
  - Igor Andreev, joueur de tennis russe.
- 1984 :
  - Samir Handanovič, footballeur slovène. (81 sélections en équipe nationale).
  - Renaldo Balkman, basketteur américain puis portoricain.
  - Mamuka Gorgodze, joueur de rugby à XV géorgien. Vainqueur de la Coupe d'Europe 2015. (65 sélections en équipe nationale).
- 1985 :
  - Janko Božović, handballeur monténégrin puis autrichien. (148 sélections avec l'équipe d'Autriche).
- 1987 :
  - Jeff Foote, basketteur américain.
  - Timoci Nagusa, joueur de rugby à XV fidjien. Vainqueur du Challenge européen 2016. (24 sélections en équipe nationale).
- 1988 :
  - Jérémy Stravius, nageur français. Champion olympique du relais 4 × 100 m nage libre et médaillé d'argent du relais 4 × 200 m nage libre aux Jeux de Londres 2012 puis médaillé d'argent du relais 4 × 100 m aux Jeux de Rio 2016. Champion du monde de natation du 100 m dos puis médaillé d'argent du relais 4 × 100 m et 4 × 200 m nage libre 2011, champion du monde de natation des relais 4 × 100 m 4 nages et 4 × 100 m nage libre, médaillé d'argent du 50 m dos et de bronze du 100 m dos 2013 puis champion du monde de natation du relais 4 × 100 m nage libre 2015. Champion d'Europe de natation du relais 4 × 100 m 4 nages, médaillé d'argent du 100 m dos et de bronze du 4 × 200 m nage libre 2010 puis champion d'Europe de natation du 4 × 100 m 2012, champion d'Europe de natation du relais 4 × 100 m nage libre, médaillé d'argent du 50 et du 100 m dos 2014 puis médaillé de bronze du relais 4 × 100 m mixte aux Euros de natation 2016.
- 1991 :
  - Costel Burțilă, joueur de rugby à XV roumain. (9 sélections en équipe nationale).
  - Rossella Fiamingo, épéiste italienne. Médaillée d'argent en individuelle aux Jeux de Rio 2016 et de bronze par équipes aux Jeux de Tokyo 2024. Championne du monde d'escrime à l'épée individuelle 2014 et 2015. Championne d'Europe d'escrime par équipes 2024.
  - Nelly Jepkosgei, athlète de demi-fond kényane.
  - Shabazz Napier, basketteur américain.
- 1992 :
  - Billy Joe Castle, joueur de snooker anglais.
- 1993 :
  - Vladimir Zografski, sauteur à ski bulgare.
- 1995 :
  - Serge Gnabry, footballeur germano-ivoirien. Médaillé d'argent aux Jeux de Tokyo 2020. Vainqueur de la Ligue des champions 2020. (45 sélections avec l'équipe d'Allemagne).
- 1997 :
  - Yuki Kakita, footballeur japonais.
  - Cengiz Ünder, footballeur turc. (50 sélections en équipe nationale).
- 1998 :
  - Charles-Antoine Kouakou, athlète handisport français. Champion paralympique du 400m T20 aux Jeux de Tokyo 2020.
- 2000 :
  - Uta Abe, judokate japonaise. Championne olympique des -52 kg aux jeux de Tokyo 2020. Championne du monde de judo des -52 kg 2018, 2019, 2022 et 2023.

### XXIesiècle
- 2001 :
  - Daniel Wiffen, nageur irlandais. Champion du monde de natation du 800 et du 1 500m nage libre 2024.
- 2002 :
  - Juan Ignacio Nardoni, footballeur argentin.
  - Davit Niniashvili, joueur de rugby à XV géorgien. Vainqueur du Challenge européen 2022. (25 sélections en équipe nationale).
- 2003 :
  - Robert Wagner, footballeur allemand.
- 2004 :
  - Noah Clowney, basketteur américain.
  - Henrik Skogvold, footballeur norvégien.

## Décès

### XXesièclede1901à1950
- 1902 :
  - Martyn Jordan, 37 ans, joueur de rugby à XV gallois. (3 sélections en équipe nationale). (° 7 mars 1865).
- 1917 :
  - Ludvig Drescher, 35 ans, footballeur danois. Médaillé d'argent aux jeux de Londres 1908 et aux Jeux de Stockholm 1912. (4 sélections en équipe nationale). (° 21 juillet 1881).
  - Octave Lapize, 29 ans, cycliste sur route et sur piste français. Médaillé de bronze des 100 km sur piste aux Jeux de Londres 1908. Vainqueur du Tour de France 1910, et des Paris-Roubaix 1909, 1910 et 1911. (° 24 octobre 1887).
- 1927 :
  - Fritz Hofmann, 56 ans, gymnaste et athlète allemand. Champion olympique des barres parallèles par équipes et des barres fixes par équipes, médaillé de bronze à la corde lisse puis médaillé d'argent du 100 m aux Jeux d'Athènes 1896. (° 19 juin 1871).
- 1940 :
  - William Maxwell, 63 ans, footballeur puis entraîneur écossais. (1 sélection en équipe nationale). Sélectionneur de l'équipe de Belgique de 1910 à 1913 et de 1920 à 1928. (° 21 septembre 1876).

### XXesièclede1951à2000
- 1951 :
  - Jean Achard, 33 ans, pilote de courses automobile, résistant et journaliste français. (° 15 mars 1918).
- 1957 :
  - Herbert MacKay-Fraser, 30 ans, pilote de courses automobile américain. (° 23 juin 1927).
- 1978 :
  - Gaston Ragueneau, 96 ans, athlète de fond français. Médaillé d'argent du 5 000 m par équipes aux Jeux de Paris 1900. (° 10 octobre 1881).
- 1979 :
  - Santos Urdinaran, 79 ans, footballeur uruguayen. Champion olympique aux Jeux de paris 1924 et aux Jeux d’Amsterdam 1928. Champion du monde de football 1930. Vainqueur des Copa América 1923, 1924 et 1926. (22 sélections en équipe nationale). (° 30 mars 1900).
- 1996 :
  - Jeff Krosnoff, 31 ans, pilote de courses automobile américain. (° 24 septembre 1964).
- 2000 :
  - Georges Maranda, 68 ans, joueur de baseball canadien. (° 15 janvier 1932).

### XXIesiècle
- 2007 :
  - John Ferguson, 78 ans, hockeyeur sur glace puis entraîneur canadien. (° 5 septembre 1938).
- 2012 :
  - Sixten Jernberg, 83 ans, fondeur suédois. Champion olympique du 50 km puis médaillé d'argent du 15 km et 30 km et médaillé de bronze du relais 4 × 10 km aux Jeux de Cortina d'Ampezzo 1956, champion olympique du 30 km et médaillé d'argent du 15 km aux Jeux de Squaw Valley 1960 puis champion olympique du 50 km, du relais 4 × 10 km et médaillé de bronze du 15 km aux Jeux d'Innsbruck 1964. Champion du monde de ski nordique en ski de fond du 50 km et du relais 4 × 10 km 1958 et 1962. (° 6 février 1929).
  - Giannino Marzotto, 84 ans, pilote de courses automobile puis homme d'affaires italien. (° 13 avril 1928).
- 2022 : 
  - Ken Kennedy, 81 ans, joueur de rugby à XV irlandais. (45 sélections en équipe nationale). (° 10 mai 1941).